# Operazioni in Val Vestino (1528)
Le operazioni militari in Val Vestino del Sacro Romano Impero Germanico nel 1528 consistettero nel passaggio di una parte dei 15 000 uomini comandati dal duca Enrico V di Brunswick-Lüneburg provenienti dalla Germania e diretti nel ducato di Milano per sostenere il governatore spagnolo Antonio de Leyva assediato dalle truppe anti imperiali francesi e dello Stato della Chiesa. L'operazione si concluse con il transito degli imperiali nonostante l'opposizione delle milizie della Repubblica di Venezia a Gavardo.

## Contesto
Nel 1528 altri lanzichenecchi, questa volta al comando di un altro abile comandante, il duca Enrico V di Brunswick-Lüneburg detto “il Giovane”, attraversarono la Valvestino. Per ordine del governatore spagnolo Antonio de Leyva, comandante in capo delle truppe imperiali in Italia, impegnato in una estenuante lotta contro i francesi e la Chiesa, il Brunswick calò da Trento nella penisola con 15 000 fanti e 1 500 cavalieri diretto nel ducato di Milano.

## Il percorso
Guido Naldi, come i più celebri fratelli Babone, Giovanni e Ottaviano, militò sempre fedelmente al servizio della Repubblica di Venezia. Nel 1511 fu segnalato per la prima volta nel veronese al comando di 31 balestrieri a cavallo. Nell’agosto prese parte all’assedio di Brescia con 207 provvigionati e il mese successivo fu inserito nella prima squadra di riserva che doveva sostenere l’attacco alle mura della città. Nel 1513 partecipò alla battaglia di Creazzo inserito nella prima schiera. Nel 1514 Venezia lo premiò per gli ottimi servizi prestati con una provvigione di 30 ducati per paga, per otto paghe l’anno. Sul finire dell’anno 1516 operò all’assedio di Verona e con la conquista della città scaligera da parte dei veneziani, ne è nominato connestabile. Nell’agosto 1521, con Malatesta Baglioni, presenziò ad una riunione tenuta con i rettori della Serenissima di Verona, per valutare la richiesta dei fanti tedeschi che da Trento volevano raggiungere il campo imperiale mantovano. Il Naldi ispezionò i luoghi di un loro eventuale transito, per verificare se fosse stato possibile opporre una valida resistenza. Nel 1522 fu acquartierato al campo di Rovato con 204 fanti e risultava inserito nel colonnello del fratello Babone. Con la fine della guerra rientrò a Verona. Nell’agosto del 1526 partecipò all’assedio di Cremona e durante l’attacco alle linee nemiche ebbe 3 morti, 29 feriti e 10 disertori fra i suoi uomini. Nel 1527 operò nel Polesine, a Lodi e alla conquista di Genova. Acquartierato a Cassano d'Adda, nel 1528, fu con altri capitani ad un consiglio di guerra indetto dal provveditore generale venete Tommaso Moro. Nello stesso anno operò contro gli imperiali a Caprino Bergamasco, nel Bresciano contro i “lanzi” del Brunswick, a Sant'Angelo Lodigiano  e a Pavia. Nel luglio del 1529 fu particolarmente attivo alla difesa di Bergamo e nel settembre a quella di Salò al comando di ben 700 fanti.  Nel marzo del 1531 gli fu riconosciuto il titolo di colonnello ed una provvigione di 40 ducati per paga, per otto paghe l’anno. Nel febbraio del 1532, durante la difesa di Verona, ebbe il compito di sorvegliare Porta Palio, mentre nel mese di marzo fu inviato con 50 fanti a Corfù attaccata dai Turchi, ove, tra l’altro, fu promosso governatore della fanteria al posto di Giovanni da Como. Morì nel 1535.
Il duca Enrico V di Brunswick-Lüneburg trovando i passi veneti sbarrati, scelse, per raggiungere la pianura Padana, due direttrici: una attraverso la Val Vestino, l'altra forzando le chiuse della valle dell'Adige. Il Brunswick arrivato a Dolcè, nel veronese, come narra lo storico salodiano Giuseppe Solitro, tragittò il fiume Adige su un ponte e si portò a Rivoli Veronese, di là a Garda sul lago, lasciando ovunque dietro di sé distruzione e morte a Cavaion Veronese, Calmasino di Bardolino, Sandrà, Colà e Pacengo di Lazise e Castelnuovo del Garda.
Da Garda, puntò su Rivoltella, Desenzano, Lonato facendo bottino e violenze ovunque. Il 19 maggio, il Duca impose alla Riviera di Salò una tassa di 20 000 ducati per la sovvenzione del suo esercito, accompagnando tale richiesta con feroci minacce. Vista l'impossibilità di difesa, il 21 maggio, Salò cadeva in mano agli imperiali e il Brunswick riduceva così la sua pretesa a 10 000 ducati che, in realtà, non furono mai pagati in quanto il condottiero tedesco, sollecitato nel viaggio, abbandonava la Riviera pochi giorni dopo. La Repubblica di Venezia, sdegnata dal comportamento passivo dei suoi provveditori nei confronti dei tedeschi, ordinava il 1º giugno la loro destituzione e il 7 luglio imponeva il versamento al suo fisco della somma non pagata al Duca.

## Il resoconto del cronista Marin Sanuto
Del passaggio in Valle ne veniamo ancora a conoscenza dai resoconti del cronista e diplomatico veneto Marin Sanudo:
(Marin Sanudo, I diarii.)
Quattro mesi dopo altro passaggio:
(Marin Sanudo, I diarii.)

## Conclusione
In effetti il condottiero veneto Guido Naldi, sostenuto da 200 fanti delle milizie di Battista Martinengo, sbarrò inutilmente loro il passo a Gavardo. La colonna di fanteria tedesca, superata la debole resistenza veneziana, dilagò nella pianura devastando ogni cosa lungo il loro cammino.